# Šport v Ukrajini
Šport v Ukrajini kot v vseh drugih državah po svetu igra pomembno vlogo pri oblikovanju popularnega pogleda na Ukrajino in ukrajinsko popularno kulturo njenim prebivalcem in preostalemu svetu. Ker od 18. stoletja regijo športno obvladuje Rusija, je šport na večjem delu Ukrajine kot preostalo popularno kulturo v Ukrajini zasenčila ruska kultura kot njen regionalni odklon. Kot del ukrajinske kulture se je šport začel razvijati v Avstro-Ogrski in so nanj vplivala različna evropska gibanja fizične kulture, kot so pangermanski strugarji, panslovanski sokol in druga (kot so judovski športi Maccabiah). V Ruskem cesarstvu ukrajinski narod ni bil nikoli priznan in je bil kazensko preganjan, medtem ko je maloruska kultura lahko obstajala le kot ljudska kultura. Šele po razpadu Sovjetske zveze je leta 1991 ukrajinska himna prvič zazvenela na olimpijskih igrah, začenši z olimpijsko zmago Oleha Kučerenka in takoj za tem zmagama Tetiane Hutsu in Oleksandre Timošenko.
Nogomet in rokoborba sta v Ukrajini priljubljena že od 19. stoletja. Ukrajina je imela koristi od poudarka Sovjetske zveze na telesni vzgoji, Ukrajini pa je po razpadu Sovjetske zveze ostalo na stotine stadionov, bazenov, telovadnic in drugih atletskih objektov. Na ukrajinsko športno ali atletsko gibanje je močno vplivala telovadna organizacija Sokol, ki je bila v srednji Evropi priljubljena že od druge polovice 19. stoletja. 
Šport v Ukrajini ureja 40 zvez različnih olimpijskih športov, ki so vse del Nacionalnega olimpijskega komiteja Ukrajine (NOC Ukraine), ki je del Mednarodnega olimpijskega komiteja (MOK). Gibanje množičnega športa poganjajo štiri glavna športna društva (tj. Dinamo – Ukrajina) in dva vladna športna odbora Ministrstva za izobraževanje in oboroženih sil Ukrajine (CSC AF Ukraine), ki sta vsi tudi kolektivni člani nacionalne olimpijske igre Komite.
Vse neolimpijske športe urejajo njihove zveze Športnega komiteja Ukrajine.
Ukrajina ima tudi močno paraolimpijsko reprezentanco.